# Foggia Calcio 1993-1994
Questa voce raccoglie le informazioni riguardanti il Foggia Calcio nelle competizioni ufficiali della stagione 1993-1994.

## Stagione
La stagione 1993-1994 vede il Foggia rilanciarsi in campionato: l’olandese Roy, acquistato l’estate precedente, viene impiegato con maggiore continuità al fianco di Bresciani e Kolyvanov e ripaga l’allenatore con dodici reti. In cabina di regia incanta Stroppa, affiancato dai mastini Di Biagio e Seno, mentre in difesa El Flaco Chamot (arrivato dal Pisa) garantisce affidabilità. La qualificazione europea non è mai stata così vicina, ma il sogno s'infrange all’ultima gara di campionato a causa della sconfitta interna subita contro il Napoli, che per tutto il campionato è stato il principale avversario della squadra pugliese nella lotta per il piazzamento UEFA; l'incredibile beffa, a cui seguono gli adii del tecnico Zeman (che si è accordato con la Lazio) e di diversi giocatori importanti (che hanno firmato per squadre più blasonate), segna per il Foggia la fine del glorioso ciclo "Zemanlandia" e l'inizio del tracollo societario (quest'ultimo in particolare è dovuto anche all'arresto del patron Casillo per sospetto concorso esterno in associazione mafiosa).

## Divise e sponsor
Lo sponsor ufficiale per la stagione 1993-1994 non fu presente sulle maglie, mentre il fornitore di materiale tecnico fu Adidas.
| 1ª divisa | 2ª divisa |

## Organigramma societario
Area direttiva
- Presidente: Claudio Francavilla
- Direttore sportivo: Giuseppe Pavone
- Segretario: Sergio Canuti

Area tecnica
- Allenatore: Zdeněk Zeman
- Allenatore in 2ª: Vincenzo Cangelosi

## Rosa
| N. |                      | Ruolo | Calciatore            |
| -- | -------------------- | ----- | --------------------- |
|    | Italia (bandiera)    | P     | Francesco Mancini     |
|    | Italia (bandiera)    | P     | Mauro Bacchin         |
|    | Italia (bandiera)    | D     | Giovanni Bucaro       |
|    | Italia (bandiera)    | D     | David Bianchini (II)  |
|    | Italia (bandiera)    | D     | Giordano Caini        |
|    | Argentina (bandiera) | D     | José Chamot           |
|    | Italia (bandiera)    | D     | Giuseppe Di Bari      |
|    | Italia (bandiera)    | D     | Donatello Gasparini   |
|    | Italia (bandiera)    | D     | Massimiliano Giacobbo |
|    | Italia (bandiera)    | D     | Pier Luigi Nicoli     |
|    | Italia (bandiera)    | C     | Luca Amoruso (II)     |

| N. |                        | Ruolo | Calciatore              |
| -- | ---------------------- | ----- | ----------------------- |
|    | Italia (bandiera)      | C     | Pasquale De Vincenzo    |
|    | Italia (bandiera)      | C     | Luigi Di Biagio         |
|    | Italia (bandiera)      | C     | Nicolò Sciacca          |
|    | Italia (bandiera)      | C     | Andrea Seno (capitano)  |
|    | Italia (bandiera)      | C     | Giovanni Stroppa        |
|    | Italia (bandiera)      | A     | Pierpaolo Bresciani     |
|    | Italia (bandiera)      | A     | Massimiliano Cappellini |
|    | Russia (bandiera)      | A     | Igor' Kolyvanov         |
|    | Italia (bandiera)      | A     | Paolo Mandelli          |
|    | Paesi Bassi (bandiera) | A     | Bryan Roy               |

## Risultati

### Serie A

#### Girone di andata
| Roma 29 agosto 1993, ore 20:30 CEST 1ª giornata | Lazio            | 0 – 0 | Foggia | Stadio Olimpico\| Arbitro: \| Bazzoli (Merano) \| |
| Arbitro:                                        | Bazzoli (Merano) |       |        |                                                   |

| Arbitro: | Cesari (Genova) |

|                      |           |               |
| Di Biagio 78’ (rig.) | Marcatori | 45’ Schillaci |

| Arbitro: | Chiesa (Milano) |

|  |           |                          |
|  | Marcatori | 22’ P. Bresciani 90’ Roy |

| Arbitro: | Amendolia (Messina) |

|         |           |               |
| Roy 63’ | Marcatori | 68’ Ravanelli |

| Arbitro: | Cinciripini (Ascoli Piceno) |

|  |           |                 |
|  | Marcatori | 87’ Dely Valdés |

| Reggio Emilia 26 settembre 1993 6ª giornata | Reggiana        | 0 – 0 | Foggia | Stadio Mirabello\| Arbitro: \| Bettin (Padova) \| |
| Arbitro:                                    | Bettin (Padova) |       |        |                                                   |

| Arbitro: | Racalbuto (Gallarate) |

|                            |           |  |
| Zola 18’, 86’ Asprilla 70’ | Marcatori |  |

| Arbitro: | Beschin (Legnago) |

|               |           |           |
| Kolyvanov 60’ | Marcatori | 80’ Boban |

| Arbitro: | Boggi (Salerno) |

|                   |           |         |
| Bucaro 43’ (aut.) | Marcatori | 41’ Roy |

| Arbitro: | Pellegrino (Barcellona Pozzo di Gotto) |

|               |           |             |
| Kolyvanov 58’ | Marcatori | 72’ Dezotti |

| Roma 7 novembre 1993 11ª giornata | Roma           | 0 – 0 | Foggia | Stadio Olimpico\| Arbitro: \| Luci (Firenze) \| |
| Arbitro:                          | Luci (Firenze) |       |        |                                                 |

| Arbitro: | Quartuccio (Torre Annunziata) |

|         |           |                         |
| Roy 12’ | Marcatori | 24’ Gullit 77’ Lombardo |

| Arbitro: | Rodomonti (Teramo) |

|                                                           |           |                                                |
| Piovani 1’ Ferrante 18’ G. Ferazzoli 32’ Turrini 71’, 84’ | Marcatori | 15’, 68’ Roy 43’ (rig.) Stroppa 72’ Cappellini |

| Arbitro: | Pairetto (Nichelino) |

|                     |           |                            |
| Roy 40’ Stroppa 60’ | Marcatori | 6’ Pizzi 79’ (rig.) Branca |

| Arbitro: | Arena (Ercolano) |

|            |           |                                                  |
| Détári 37’ | Marcatori | 36’, 82’ (rig.) Stroppa 49’ P. Bresciani 85’ Roy |

| Arbitro: | Baldas (Trieste) |

|              |           |  |
| Mandelli 12’ | Marcatori |  |

| Arbitro: | Amendolia (Messina) |

|         |           |         |
| Bia 50’ | Marcatori | 25’ Roy |

#### Girone di ritorno
| Arbitro: | Trentalange (Torino) |

|                                                |           |            |
| Di Biagio 18’ Cappellini 38’, 90’ Mandelli 84’ | Marcatori | 51’ Bokšić |

| Arbitro: | Quartuccio (Torre Annunziata) |

|                                |           |               |
| Sosa 19’ Jonk 31’ Bergkamp 88’ | Marcatori | 86’ Di Biagio |

| Arbitro: | Tombolini (Ancona) |

|                                                                   |           |  |
| Cappellini 12’, 46’ Caini 57’ P. Bresciani 75’ Stroppa 90’ (rig.) | Marcatori |  |

| Arbitro: | Beschin (Legnago) |

|                             |           |  |
| Ravanelli 70’ R. Baggio 80’ | Marcatori |  |

| Arbitro: | Trentalange (Torino) |

|              |           |             |
| Oliveira 16’ | Marcatori | 32’ Sciacca |

| Arbitro: | Arena (Ercolano) |

|                        |           |  |
| M. Esposito 40’ (aut.) | Marcatori |  |

| Arbitro: | Cinciripini (Ascoli Piceno) |

|                                   |           |                       |
| Cappellini 35’ Kolyvanov 68’, 88’ | Marcatori | 11’ Zola 18’ Asprilla |

| Arbitro: | Braschi (Prato) |

|                       |           |               |
| Boban 46’ Massaro 54’ | Marcatori | 66’ Kolyvanov |

| Arbitro: | Cesari (Genova) |

|                |           |             |
| Cappellini 34’ | Marcatori | 44’ Saurini |

| Arbitro: | Nicchi (Arezzo) |

|                            |           |  |
| A. Tentoni 55’ Maspero 69’ | Marcatori |  |

| Arbitro: | Trentalange (Torino) |

|                 |           |                 |
| De Vincenzo 16’ | Marcatori | 74’ G. Giannini |

| Arbitro: | Pellegrino (Barcellona Pozzo di Gotto) |

|                                                               |           |  |
| Nicoli 1’ (aut.) R. Mancini 8’, 90’ Gullit 60’ Platt 81’, 88’ | Marcatori |  |

| Arbitro: | Collina (Viareggio) |

|             |           |  |
| Stroppa 18’ | Marcatori |  |

| Arbitro: | Cinciripini (Ascoli Piceno) |

|                                      |           |  |
| Pizzi 8’ (rig.) Helveg 55’ Gelsi 71’ | Marcatori |  |

| Arbitro: | Ceccarini (Livorno) |

|                            |           |  |
| Kolyvanov 36’ Roy 73’, 88’ | Marcatori |  |

| Arbitro: | Bolognino (Milano) |

|             |           |                                                  |
| Silenzi 77’ | Marcatori | 23’ (rig.), 45’ Stroppa 54’ P. Bresciani 88’ Roy |

| Arbitro: | Nicchi (Arezzo) |

|  |           |              |
|  | Marcatori | 61’ Di Canio |

### Coppa Italia

#### Turni preliminari
| Arbitro: | Treossi (Forlì) |

|                          |           |                                |
| Bucaro 9’ Cappellini 48’ | Marcatori | 34’ (aut.) Nicoli 54’ Rizzioli |

| Arbitro: | Braschi (Prato) |

|  |           |                                                          |
|  | Marcatori | 7’ D. Bianchini 60’ (rig.) Stroppa 73’ Roy 77’ Di Biagio |

#### Fase finale
| Arbitro: | Pellegrino (Barcellona Pozzo di Gotto) |

|              |           |  |
| Salvetti 90’ | Marcatori |  |

| Arbitro: | Cardona (Milano) |

|                             |           |  |
| Stroppa 64’ (rig.) Roy 105’ | Marcatori |  |

| Arbitro: | Luci (Firenze) |

|  |           |                                  |
|  | Marcatori | 12’ Brolin 52’ Zola 72’ Asprilla |

| Arbitro: | Pellegrino (Barcellona Pozzo di Gotto) |

|                                                                          |           |             |
| Brolin 15’, 75’ Zola 41’ Sorce 77’ (rig.) A. Di Chiara 82’ Matrecano 90’ | Marcatori | 56’ Stroppa |

## Statistiche

### Statistiche di squadra
| Competizione | Punti | In casa | In casa | In casa | In casa | In casa | In casa | In trasferta | In trasferta | In trasferta | In trasferta | In trasferta | In trasferta | Totale | Totale | Totale | Totale | Totale | Totale | DR |
| Competizione | Punti | G       | V       | N       | P       | Gf      | Gs      | G            | V            | N            | P            | Gf           | Gs           | G      | V      | N      | P      | Gf     | Gs     | DR |
| ------------ | ----- | ------- | ------- | ------- | ------- | ------- | ------- | ------------ | ------------ | ------------ | ------------ | ------------ | ------------ | ------ | ------ | ------ | ------ | ------ | ------ | -- |
| Serie A      | 33    | 17      | 7       | 7       | 3       | 27      | 15      | 17           | 3            | 6            | 8            | 19           | 31           | 34     | 10     | 13     | 11     | 46     | 46     | 0  |
| Coppa Italia |       | 3       | 1       | 1       | 1       | 4       | 5       | 3            | 1            | 0            | 2            | 5            | 7            | 6      | 2      | 1      | 3      | 9      | 12     | -3 |
| Totale       | -     | 20      | 8       | 8       | 4       | 31      | 20      | 20           | 4            | 6            | 10           | 21           | 39           | 40     | 12     | 14     | 14     | 55     | 58     | -3 |

### Statistiche dei giocatori[4]
| Giocatore         | Serie A  | Serie A | Serie A     | Serie A    | Coppa Italia | Coppa Italia | Coppa Italia | Coppa Italia | Totale   | Totale | Totale      | Totale     |
| Giocatore         | Presenze | Reti    | Ammonizioni | Espulsioni | Presenze     | Reti         | Ammonizioni  | Espulsioni   | Presenze | Reti   | Ammonizioni | Espulsioni |
| ----------------- | -------- | ------- | ----------- | ---------- | ------------ | ------------ | ------------ | ------------ | -------- | ------ | ----------- | ---------- |
| L. Amoruso (II)   | 1        | 0       | ?           | ?          | 1            | 0            | ?            | ?            | 2        | 0      | ?           | ?          |
| M. Bacchin        | 6        | -11     | ?           | ?          | -            | -            | -            | -            | 6        | -11    | 0+          | 0+         |
| D. Bianchini (II) | 25       | 0       | ?           | ?          | 4            | 1            | ?            | ?            | 29       | 1      | ?           | ?          |
| P. Bresciani      | 28       | 4       | ?           | ?          | 5            | 0            | ?            | ?            | 33       | 4      | ?           | ?          |
| G. Bucaro         | 12       | 0       | ?           | ?          | 1            | 1            | ?            | ?            | 13       | 1      | ?           | ?          |
| G. Caini          | 23       | 1       | ?           | ?          | 5            | 0            | ?            | ?            | 28       | 1      | ?           | ?          |
| M. Cappellini     | 25       | 7       | ?           | ?          | 5            | 1            | ?            | ?            | 30       | 8      | ?           | ?          |
| J. Chamot         | 30       | 0       | ?           | ?          | 3            | 0            | ?            | ?            | 33       | 0      | ?           | ?          |
| P. De Vincenzo    | 17       | 1       | ?           | ?          | 3            | 0            | ?            | ?            | 20       | 1      | ?           | ?          |
| G. Di Bari        | 17       | 0       | ?           | ?          | 5            | 0            | ?            | ?            | 22       | 0      | ?           | ?          |
| L. Di Biagio      | 28       | 3       | ?           | ?          | 5            | 1            | ?            | ?            | 33       | 4      | ?           | ?          |
| D. Gasparini      | 8        | 0       | ?           | ?          | 2            | 0            | ?            | ?            | 10       | 0      | ?           | ?          |
| M. Giacobbo       | 3        | 0       | ?           | ?          | 2            | 0            | ?            | ?            | 5        | 0      | ?           | ?          |
| I. Kolyvanov      | 25       | 6       | ?           | ?          | 2            | 0            | ?            | ?            | 27       | 6      | ?           | ?          |
| F. Mancini        | 28       | -35     | ?           | ?          | 6            | -12          | ?            | ?            | 34       | -47    | ?           | ?          |
| P. Mandelli       | 15       | 2       | ?           | ?          | 4            | 0            | ?            | ?            | 19       | 2      | ?           | ?          |
| L. Nicoli         | 32       | 0       | ?           | ?          | 6            | 0            | ?            | ?            | 38       | 0      | ?           | ?          |
| B. Roy            | 30       | 12      | ?           | ?          | 5            | 2            | ?            | ?            | 35       | 14     | ?           | ?          |
| N. Sciacca        | 24       | 1       | ?           | ?          | 4            | 0            | ?            | ?            | 28       | 1      | ?           | ?          |
| A. Seno           | 23       | 0       | ?           | ?          | 4            | 0            | ?            | ?            | 27       | 0      | ?           | ?          |
| G. Stroppa        | 30       | 8       | ?           | ?          | 4            | 3            | ?            | ?            | 34       | 11     | ?           | ?          |